# 남한강로
남한강로(Namhangang-ro)는 충청북도 단양군 단양읍별곡3교차로에서 단양군 영춘면군간교삼거리를 잇는 도로이다.

## 주요 경유지
충청북도
- 단양군 (단양읍 - 가곡면 - 영춘면)

## 노선 경로
| 이름         | 접속 노선                     | 경유지 | 경유지 | 비고 |
| ------------ | ----------------------------- | ------ | ------ | ---- |
| 별곡3 교차로 | 삼봉로                        | 단양군 | 단양읍 |      |
| 도담터널     |                               | 단양군 | 단양읍 |      |
| 하덕천대교   |                               | 단양군 | 단양읍 |      |
|              | 가곡면                        | 단양군 |        |      |
| 덕천 교차로  | 여천덕천로                    | 단양군 |        |      |
| 덕천터널     |                               | 단양군 |        |      |
| 가곡 교차로  | 고수재로 새밭로               | 단양군 |        |      |
| 가대교삼거리 | 지방도 제519호선 (어상천로)   | 단양군 |        |      |
| 향산삼거리   | 지방도 제595호선 (구인사로)   | 단양군 |        |      |
| 군간교       |                               | 단양군 |        |      |
|              | 영춘면                        | 단양군 |        |      |
| 군간교삼거리 | 지방도 제522호선 (별방창원로) | 단양군 |        |      |

## 주요건물및 시설
- GS25 단양가곡점 (남한강로 402/사평리 575-1)
- 농협 단양소소백농협 하나로마트 가곡점 (남한강로 514/사평리 495)
- 가곡우체국 (남한강로 528/사평리 432-6)
- 가곡파출소 (남한강로 530/사평리 432-5)
- 가곡면 행정복지센터 (남한강로 550/사평리 426)
- HD현대오일뱅크 현대주유소 (남한강로 590/사평리 404-3)